# Yandere
Yandere (ヤンデレ) é  termo japonês que se refere a um tipo de personalidade de personagens de histórias de mangá e anime. Garotas ou garotos com interesses românticos, que se apresentam de maneira amorosa e gentil inicialmente, mas revelam uma fixação doentia por determinado personagem, se tornando sociopatas capazes de hostilidade e violência por motivos de ciúmes. O termo Yandere é a combinação das palavras yanderu (病んでる), que significa "estar doente", e deredere (デレデレ), que significa apaixonada.

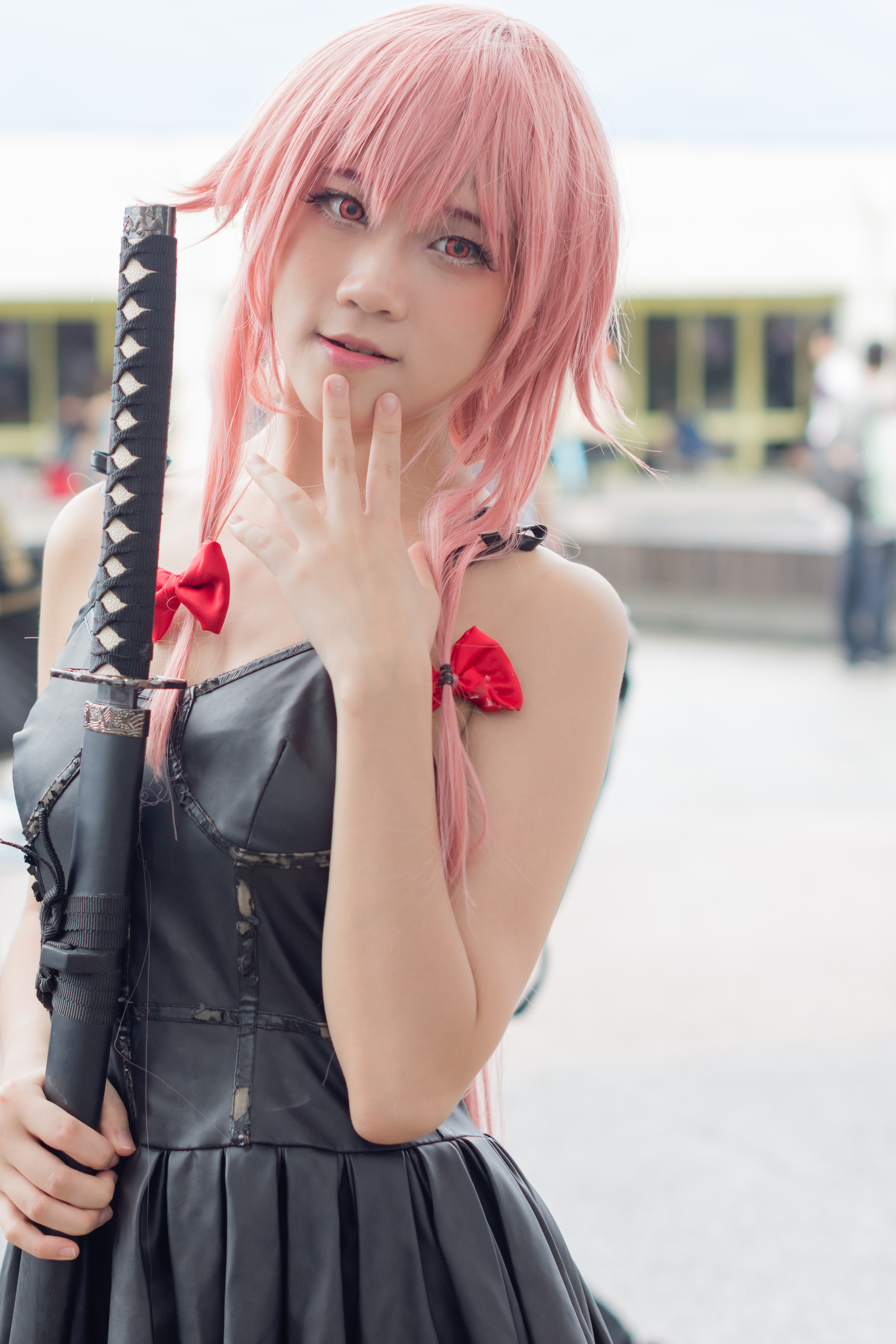
Cosplayer de Yuno Gasai, personagem considerada yandere.

Yandere faz parte de quatro arquétipos comuns de personalidades personagens femininos e masculinos com interesses românticos em histórias de animes e mangá, sendo os outros três: kuudere, no qual o personagem não expressa emoções de afeto, embora as tenha, tsundere, no qual a personagem é inicialmente agressiva, mas depois alterna com uma personalidade mais amável, e dandere, no qual a personagem que é retratado como anti-social, mas eventualmente muda para mostrar seu lado doce, romântico, e suavemente amoroso.
Como acontece com o termo tsundere, há um substantivo relacionado a esta palavra: uma yanderekko é uma garota com personalidade yandere.

## Yandere e Yangire

### Yandere
Yandere significa simplesmente que a pessoa sente um amor doentio por outra e seria capaz de matar, normalmente devido a ciúme ou medo, qualquer "obstáculo" para ficar com essa tal pessoa amada. Alguns personagens também costumam demonstrar tendências suicidas.

### Yangire
Para manter a definição do termo intacta, surgiu outro para se referir a garotas e garotos que apresentam algumas características próprias das yandere mas realmente não o são. O termo conhecido como yangire (ヤンギレ), utiliza-se para referir-se a personagens que se tornam violentos subitamente, em ocasiões devido a um trauma do passado.Yangire é a combinação das palavras yanderu (病んでる), que significa estar doente, e kire ou gire (切れ), que significa cortar, fatiar, ou quebrar. Este comportamento é diferente ao de uma yandere com respeito ao motivo da mudança na personalidade. No caso da yanderekko o motivo é seu amor para com o seu interesse amoroso, enquanto na yangire, o motivo está relacionado com outras personagens e não se encontra unido a emoções de amor ou atração. Como sucede com yandere, o substantivo yangirekko pode se usar para descrever personagens femininas com personalidade yangire.
Em resumo, a diferença entre uma yandere e uma yangire, é que o motivo da primeira se tornar violenta está relacionado com o amor ou o afeto e perde a sensatez progressivamente até que um dia comete um ato de violência. Enquanto numa yangirekko a mudança de atitude dá-se de maneira repentina.

## Na cultura popular
Yandere Simulator é um jogo sandbox que tem como personagem principal uma yanderekko que o jogador deve controlar para ajudá-la a exterminar as garotas que chegam perto de seu amado.